# Мир (альбом Atlantida Project)
«Мир» — мини-альбом российской рок-группы Atlantida Project, выпущенный в 2015 году. В альбом вошли композиции написанные, в основном, в 2013 году. Все песни были презентованы на концерте в Петербурге 27 мая 2015 года в клубе «Зал Ожидания».

## Критика
Альбом получает положительную оценку от музыкального обозревателя портала InterMedia Алексея Мажаева (4 звезды из 5 возможных). По его словам, альбом производит очень сильное впечатление. Музыкантам удаётся удачно совмещать IDM-звучание с рок-аранжировками и фольклорным, практически шаманским, вокалом Александры Соколовой. Эксперименты затрагивают не только жанры музыки, но и языки, на которых исполняются песни, так, например в совместной с Noize MC песне «Иордан» в куплете звучат еврейское, исламское и индуистское приветствия. Также, критиком отмечена концептуальность альбома. Его основная идея, состоящая в «пацифистско-гуманистическом» призыве к миру, находит отражение в каждой песне.

## Список композиций
| №                   | Название                               | Длительность |
| ------------------- | -------------------------------------- | ------------ |
| 1.                  | «Мир в беде»                           | 3:55         |
| 2.                  | «Acid Drops» (при участии Васи Васина) | 4:00         |
| 3.                  | «Иордан» (при участии Noize MC)        | 3:37         |
| 4.                  | «Tahana Mercazit»                      | 2:54         |
| 5.                  | «Близкие по духу»                      | 3:07         |
| Общая длительность: | Общая длительность:                    | 17:33        |